# مایکل کوپون
مایکل کوپون (انگلیسی: Michael Copon؛ زادهٔ ۱۳ نوامبر ۱۹۸۲) یک خواننده و هنرپیشه اهل ایالات متحده آمریکا است. وی از سال ۲۰۰۱ میلادی تاکنون مشغول فعالیت بوده‌است.
وی بازیگر فیلم‌هایی همچون سی‌اس‌آی: میامی، پادشاه عقرب ۲ بوده است.